# Histioteuthis macrohista
Histioteuthis macrohista är en bläckfiskart som beskrevs av Voss 1969. Histioteuthis macrohista ingår i släktet Histioteuthis och familjen Histioteuthidae. Inga underarter finns listade i Catalogue of Life.